# Citrus × aurantium
L'arancio amaro (Citrus × aurantium L.), detto anche melàngolo oppure cedrangolo/cetrangolo, è un albero da frutto appartenente alla famiglia delle Rutacee.
È un ibrido derivante dall'incrocio tra pomelo e mandarino, originario del sud-est asiatico ma che da secoli cresce come specie autonoma e si propaga per innesto e talea anche in ambiente mediterraneo e in Sud America. Molte varietà di arancio amaro sono utilizzate per l'estrazione dell'olio essenziale usatissimo dall'industria profumiera e come additivo aromatizzante. Vanta inoltre proprietà medicinali.

## Descrizione
L'arancio amaro si differenzia da quello dolce (Citrus × sinensis) per le spine più lunghe all'ascella delle foglie, per il colore più scuro delle foglie, per il caratteristico picciolo alato, per un profumo più intenso delle foglie e dei fiori, per la buccia più colorata e più ruvida del frutto, ma soprattutto per il particolare gusto amaro della polpa.

## Storia
Gli Arabi lo coltivavano fin dal secolo nono e nei primi anni del secondo millennio lo importarono in Sicilia.
Il nome melàngolo è di origine genovese ed è un riutilizzo di un nome precedentemente utilizzato per indicare il pero corvino (Amelanchier ovalis). A Genova era fiorente la sua coltivazione già in epoca rinascimentale per la produzione di canditi. Il nome cetrangolo e la sua variante sonorizzata cedrangolo sono invece d'origine meridionale.

## Usi
Oggi l'arancio amaro viene coltivato assieme a tutti gli altri agrumi, per i quali costituisce il migliore portainnesto. I frutti si trovano raramente sul mercato in quanto sono prevalentemente consumati dall'industria alimentare e farmaceutica. Il frutto intero può essere utilizzato per preparare marmellate e frutta candita, la buccia viene impiegata in liquoreria (curaçao, amari). L'industria farmaceutica utilizza soprattutto la buccia per la preparazione di vari digestivi e tonici.
L'olio essenziale dell'arancia amara è un liquido etereo giallo paglierino o arancio, ottenuto dalla scorza. Come tutti gli oli essenziali presenta un gusto amaro, è parzialmente solubile in alcol a 96° poiché è prevalentemente costituito da limonene e, a differenza dell'olio essenziale di arancia dolce, contiene linalolo e acetato di linalile. Favorisce l'appetito e la digestione. Contiene bergaptene e altre furocumarine.

Nell'aromaterapia può svolgere la funzione di rilassante o di rinfrescante a seconda della miscelazione con altri oli. Tonifica l'apparato digerente, il sistema nervoso ed è ritenuto antidepressivo e indicato per l'insonnia e l'esaurimento nervoso. Possiede proprietà antisettiche, viene consigliato nella cura dell'acne e della forfora.
- L'essenza di zagara o neroli è un prodotto ottenuto dai fiori. Viene usata in profumeria.
- Il petitgrain è ottenuto dalla distillazione delle foglie e dei piccoli rami dell'arancio amaro.

## Coltivazione
L'arancio amaro è più robusto di quello dolce, per cui viene usato come portainnesto per tutte le nuove varietà di agrumi, e spesso anche per l'ibridazione delle varietà già note. Occorre ricordare che la pianta franco di piede è probabilmente la più resistente al freddo tra tutti gli agrumi, sopportando temperature fino a -15°C.

## Alcune caratteristiche particolari
Il Citrus aurantium bizzarria è una varietà molto rara, dalle caratteristiche genetiche del Citrus aurantium ma con la peculiarità di produrre frutti sia dell'arancio amaro che del limone cedrato o addirittura frutti che presentano contemporaneamente entrambi gli aspetti ma partiti in modo irregolare. Si tratta di una chimera periclinale da innesto in cui si sono fuse le caratteristiche di entrambe le piante con conseguente mutazione gemmaria.